# Alfred G. Wathall
Alfred George Wathall (Nottingham, 30 de enero de 1880-Chicago, 14 de noviembre de 1938) fue un compositor, arreglista musical, violinista, orquestador y educador musical estadounidense de origen inglés. Se le recuerda mejor como compositor de operetas, de las cuales las más exitosas fueron El sultán de Sulu (1902) y Simbad el marino (1911). El Sultán de Sulu se representó en Broadway en el Wallack's Theatre, donde tuvo un éxito en 1902-1903. Utilizó un libreto de George Ade y fue producido por Henry W. Savage. También fue compositor de varios himnos cristianos.
Wathall se educó en la Escuela de Música de la Universidad del Noroeste (ahora Escuela de Música Bienen), donde fue alumno de Peter Lutkin (teoría musical y composición). Violinista, posteriormente enseñó en la facultad de esa institución como profesor de violín. Residente de Chicago desde los 12 años, trabajó como arreglista musical y orquestador para WGN (AM) en Chicago durante muchos años.

### Citas
1. ↑  «Alfred Wathall of W-G-N Is Dead; Rites Tomorrow». Chicago Tribune. 16 de noviembre de 1938. p. 16.
2. ↑  Dietz, p. 138-139
3. ↑  Rogal, p. 43
4. ↑  Franceschina, John (2018). «Wathall, Alfred G[eorge]». Incidental and Dance Music in the American Theatre from 1786 to 1923, Volume 3: Biographical and Critical Commentary - Alphabetical Listings from Edgar Stillman Kelley to Charles Zimmerman. BearManor Media.
5. ↑  «ALFRED G. WATHALL WROTE OPERETTAS; Composed Scores for 'Sultan of Saul' and 'Sinbad'». The New York Times. 16 de noviembre de 1938. p. 23.